# Xã Amiret, Quận Lyon, Minnesota
Xã Amiret (tiếng Anh: Amiret Township) là một xã thuộc quận Lyon, tiểu bang Minnesota, Hoa Kỳ. Năm 2010, dân số của xã này là 245 người.